# Tirad
Trad, Hama (tiếng Ả Rập: طراد) là một ngôi làng Syria nằm ở phó huyện Salamiyah thuộc huyện Salamiyah, Hama. Theo Cục Thống kê Trung ương Syria (CBS), Trad, Hama có dân số 736 người trong cuộc điều tra dân số năm 2004.